# Sandro Mareco
Sandro Fabio Mareco (Haedo, provincie Buenos Aires, 13 mei 1987) is een Argentijns grootmeester (schaken) met FIDE-rating 2653 in 2018. Hij heeft in 2011, 2012 en 2015 deelgenomen aan de FIDE Wereldbeker. Sinds 2012 maakt hij deel uit van het Argentijnse team op de Schaakolympiade.
In 2007 won hij het Zuid-Amerikaans Kampioenschap Onder 20. In 2010 behaalde hij de grootmeestertitel (GM) van de FIDE in 2010. Tijdens het Argentijns nationaal Kampioenschap in 2012 werd hij gedeeld eerste maar tweede op weerstandspunten.
In 2015 won Mareco het 10de Amerikaans Continentaal Kampioenschap in Montevideo, Uruguay en het Argentijns Kampioenschap. In 2017 won hij de Marcel Duchamp Beker te Montevideo met een perfecte score van 9 op 9.
In 2018 won hij het Hogeschool Zeeland schaaktoernooi in Vlissingen.

## Externe koppelingen
- (en)   Informatie over schaakpartijen van Sandro Mareco op ChessGames.com
- (en)   Informatie over schaakpartijen van Sandro Mareco op 365chess.com
- (en)  FIDE-ratinggegevens voor Sandro Mareco